# Les Chroniques de Kane
Les Chroniques de Kane (titre original : The Kane Chronicles) est une trilogie de romans de fantasy pour la jeunesse écrits par Rick Riordan. Publiée pour la première fois aux États-Unis entre 2010 et 2012, cette série relate les aventures de Carter et Sadie Kane, deux adolescents qui découvrent que les dieux et les magiciens égyptiens ne sont pas des légendes et qu'ils vivent encore à notre époque.

## Romans

### La Pyramide rouge
Les dieux de l'Égypte se réveillent, et Seth, le plus dangereux d'entre eux, a pris les Kane pour cible.
Sadie et Carter Kane découvrent que les pharaons ne sont pas tous morts et enterrés. Leurs dieux non plus. Eux-mêmes sont les descendants de puissants magiciens, les seuls à pouvoir empêcher Seth, le dieu du chaos, de revenir sur terre. Pour cela, il leur faut accepter une aide inattendue. La déesse Isis s'installe dans l'esprit de Sadie, tandis qu'Horus, le fils d'Osiris, vit en Carter. Accompagnés par ces alliés un peu encombrants, les deux héros commencent alors la traque de Seth, le dieu de la Pyramide rouge.

### Le Trône de feu
Les dieux de l'ancienne Égypte déferlent sur la Terre ! Apophis, le serpent géant du chaos, va se réveiller et détruire l'univers. 
Carter et Sadie Kane ont cinq jours pour sauver le monde ! Ils doivent trouver le Livre de Rê.
Hélas, l'ouvrage du dieu du soleil est éparpillé aux quatre coins de la planète. Heureusement, Horus apparaît en rêve à Carter : une partie de l'artéfact est exposée au musée de Brooklyn pour quelques heures encore. Tout est paisible dans la galerie des antiquités égyptiennes quand Carter et Sadie y pénètrent par effraction. C'est la nuit, les dieux de pierre et les monstres sculptés semblent sommeiller pour l'éternité…

### L'Ombre du serpent
Les dieux d'Égypte sont divisés et les forces du chaos se déchaînent. L'apocalypse n'est plus qu'une question de jours.
La pyramide de Thot est en train de céder sous les assauts d'Apophis. Bientôt, Rê, le dieu du soleil, sera sans protection et le monde plongera dans les ténèbres pour l'éternité. Carter et Sadie Kane ont une dernière chance pour empêcher le désastre. Une chose qu'aucun magicien n'a osé tenter avant eux : détruire le serpent en s'attaquant à son ombre.

## Les Nomes
Les nomes étaient à l'origine des districts de l'Égypte des pharaons. Ils étaient au nombre de quarante-deux et étaient dirigés par des nomarques.
Dans Les Chroniques de Kane, il y a trois cent soixante nomes répartis sur toute la Terre. En voici quelques-uns :
- Le nome 1 : L'Égypte.
- Le nome 9 : Londres.
- Le nome 14 : Paris.
- Le nome 18 : Saint-Pétersbourg.
- Le nome 21 : New York
- Le nome 51 : Dallas.
- Le nome 100 : Toronto
- Le nome 300 : La Corée du Nord.
- Le nome 360 : L'Antarctique.